# Chloe Logarzo
Chloe Logarzo (* 22. Dezember 1994 in Sydney, New South Wales) ist eine australische Fußballspielerin. Sie spielte schon bei Vereinen in Australien, England, Norwegen, Schweden und den USA. Seit 2013 spielt sie für die australische Fußballnationalmannschaft der Frauen.

## Karriere

### Verein
Logarzo begann mit fünf Jahren mit dem Fußballspielen wurde aber in den ersten Jahren aufgrund ihrer geringen Größe von den Vereinen abgelehnt. 2011 spielte Logarzo erstmals für den Sydney FC in der W-League. Sie kam in der Saison aber nur auf zwei Einsätze. In der Saison 2012/13 hatte sie dann zwölf Einsätze und gewann mit Sydney die Meisterschaft durch einen 3:1-Finalsieg gegen Melbourne Victory. In der folgenden Saison hatte sie 13 Einsätze, verlor aber im Halbfinale gegen Melbourne Victory mit 2:3 Im australischen Winter 2014 spielte sie in der USL W-League für Colorado Pride und wurde dort als Rookie of the Year ausgezeichnet. Im Südsommer 2014/15 spielte sie dann wieder für Sydney, scheiterte aber in den Finalspielen wieder im Halbfinale, diesmal mit 0:3 an Perth Glory.
In der Saison 2015/16 spielte sie für die Newcastle United Jets, belegte mit den Jets aber nur den sechsten Tabellenplatz. Den Südwinter 2016 verbrachte sie in Europa beim schwedischen Erstligisten Eskilstuna United. In Schweden kam sie zu neun Ligaspielen und zwei Einsätzen in der UEFA Women’s Champions League 2016/17 gegen Glasgow City FC. Im letzten Ligaspiel am 5. November 2017 zog sie sich eine Knöchelverletzung zu, so dass aus der beabsichtigten Rückkehrt nach Newcastle nichts wurde.
2017 spielte sie in Norwegen für Avaldsnes IL, wo sie erstmals kein Ligator erzielen konnte. Dafür gelang ihr ein Tor in der Qualifikation zur UEFA Women’s Champions League 2017/18 beim 2:0-Sieg gegen FK Spartak Subotica. Mit drei Siegen qualifizierten sich die Norwegerinnen für das Sechzehntelfinale, verloren dort aber zweimal gegen die Frauen des FC Barcelona. Die 0:4-Hinspielniederlage im heimischen Stadion war ihr letztes Spiel für die Norwegerinnen. Sie kehrte zum Südwinter wieder zum Sydney FC zurück. Diesmal wurde zwar das Finale erreicht, aber mit 0:2 gegen Melbourne City verloren. Erst in der Saison 2018/19 konnte sie wieder die Meisterschaft feiern und beim 4:2-Finalsieg gegen Perth Glory das letzte Tor erzielen.
Den australischen Winter 2019 verbrachte sie in der National Women’s Soccer League bei Washington Spirit und bei der WM in Frankreich. Im Januar 2020 erhielt sie einen Vertrag über 18 Monate bei Bristol City. In der wegen der COVID-19-Pandemie vorzeitig beendeten Saison hatte sie aber nur noch einen Einsatz am 23. Februar 2020. In der Saison 2020/21 kam sie zu acht Einsätzen, wechselte aber im Januar 2021 in die NWSL zu Kansas City Current. Nach Abschluss der Saison 2022 wurde sie an Western United ausgeliehen. Nach dem Ende der Saison kehrte sie zu  Kansas City Current zurück, kam aber ohne dort zum Einsatz zu kommen im März 2023 wieder zu Western United zurück.

### Nationalmannschaft

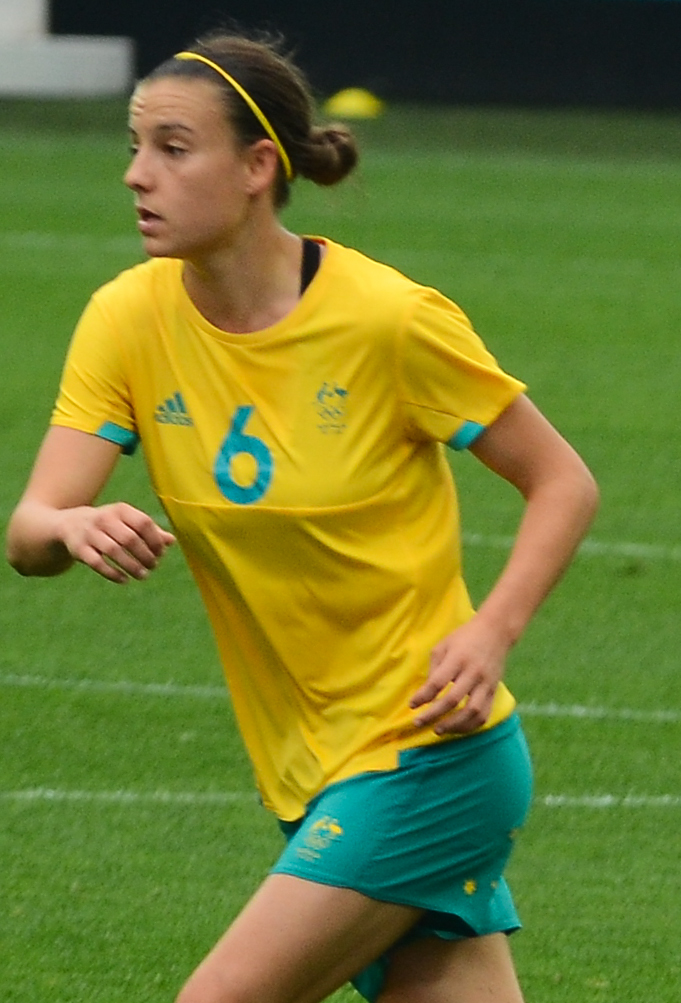
Logarzo im Dress der Nationalmannschaft

Im September 2013 führte sie als Kapitänin die U-20-Mannschaft ins Finale der Fußball-Südostasienmeisterschaft der Frauen, verlor dieses aber im Elfmeterschießen gegen die japanische U-23-Mannschaft. Kurz danach wurde sie auch für die U-19-Fußball-Asienmeisterschaft der Frauen nominiert. Im ersten Spiel erzielte sie beim 2:6 gegen Nordkorea das erste australische Tor. Da noch drei weitere Spiele verloren wurden und nur gegen Myanmar gewonnen wurde, reichte es für die Young-Matildas nur zum fünften Platz.
Am 24. November 2013 hatte sie dann in Wollongong beim 2:0-Sieg gegen China ihren ersten Einsatz in der australischen Nationalmannschaft. Sie wurde in der 68. Minute für Lisa De Vanna eingewechselt. Für die Fußball-Asienmeisterschaft der Frauen 2014, bei der sich Australien für die WM 2015 qualifizierte, und die WM wurde sie nicht berücksichtigt.
Bei den Olympischen Spielen 2016 gehörte sie dann aber zur australischen Mannschaft. Sie kam in den vier Spielen zum Einsatz, wobei sie zweimal in der Startelf stand. Im Viertelfinale gegen Brasilien wurde sie nach 20 Minuten für Stephanie Catley eingewechselt. Nach torlosen 120 Minuten kam es zum Elfmeterschießen. Als siebte australische Schützin konnte sie zum 6:6 ausgleichen, da aber anschließend nur die achte Brasilianerin traf, schied Australien aus.
Im Sommer 2017 gewann sie mit dem Team das Tournament of Nations, wobei sie in drei Spielen auf insgesamt 109 Einsatzminuten kam. Bei der Fußball-Asienmeisterschaft der Frauen 2018 wurde sie in allen fünf Spielen eingesetzt und qualifizierte sich als Vizeasienmeister für die WM 2019.
Für die WM in Frankreich wurde sie am 14. Mai 2019 nominiert. Sie stand im ersten Spiel gegen Italien in der Startelf, wurde aber nach einer Stunde beim Stand von 1:1 ausgewechselt. In der fünften Minute der Nachspielzeit musste ihre Mannschaft noch das Tor zum 1:2-Endstand hinnehmen. Im zweiten Spiel gegen Brasilien stand sie erneut in der Startelf und erzielte in der 58. Minute den Treffer zum 2:2-Ausgleich. Acht Minuten später hatten sie Glück, dass ein Eigentor einer Brasilianerin anerkannt wurde, wodurch die Australierinnen mit 3:2 gewannen. Nach einem weiteren Sieg gegen WM-Neuling Jamaika, bei dem sie auch eingesetzt wurde, erreichten die Australierinnen als Gruppenzweite das Achtelfinale. Hier trafen sie auf Ex-Weltmeister Norwegen. Da es nach 120 Minuten 1:1 stand, kam es zum Elfmeterschießen, in dem die australische Torhüterin keinen Elfmeter halten konnte, aber zwei Australierinnen verschossen.
In der erfolgreich absolvierten Qualifikation  für die Olympischen Spiele 2020 kam sie in vier von fünf Spielen zum Einsatz. Für die wegen der COVID-19-Pandemie um ein Jahr verschobenen Olympischen Spiele wurde sie nominiert. Ihren ersten Einsatz hatte sie im dritten Gruppenspiel beim torlosen Remis gegen die USA. Sie stand in der Startelf, wurde aber nach 62 Minuten ausgewechselt. Im mit 4:3 nach Verlängerung gegen Großbritannien gewonnenen Viertelfinale wurde sie in der 88. Minute beim Stand von 1:2 eingewechselt. Eine Minute später gelang Sam Kerr der Ausgleich, der zur Verlängerung führte. Im mit 0:1 gegen Schweden verlorenen Halbfinale wurde sie nach 69 Minuten ausgewechselt. Im Spiel um die Bronzemedaille trafen sie erneut auf die USA und verloren mit 3:4. Auch hier stand sie in der Startelf, wurde aber nach 67 Minuten beim Stand von 2:4 ausgewechselt. Der vierte Platz ist aber die bisher beste Platzierung der Australierinnen bei einem großen interkontinentalen Turnier.

## Erfolge
- Australische Meisterin: 2012/2013, 2018/2019 (mit Sydney FC)
- Tournament of Nations-Siegerin 2017